# День Воздушно-десантных войск
«День Возду́шно-деса́нтных войск» — памятный день в честь воздушно-десантных войск в вооружённых силах России, Беларуси и других стран СНГ. Установлен в 1930 году в СССР в честь ВДВ ВС СССР. Отмечается ежегодно 2 августа.

## Законодательный статус

### Россия
День Воздушно-десантных войск Российской Федерации отмечается ежегодно 2 августа на основании Указа Президента Российской Федерации В. В. Путина № 549 от 31 мая 2006 года «Об установлении профессиональных праздников и памятных дней в Вооружённых Силах Российской Федерации» в целях возрождения и развития отечественных воинских традиций, повышения престижа военной службы и в знак признания заслуг военных специалистов в решении задач обеспечения обороны и безопасности государства.

## История
Днём рождения Воздушно-десантных войск (ВДВ) считается 2 августа 1930 года. В этот день во время опытно-показательных учений ВВС Московского военного округа ВС СССР на окраине города Воронежа впервые в Советском Союзе было осуществлено полноценное десантирование на парашютах группы десантников в количестве 12 человек для выполнения боевой задачи. В 1997 году на месте высадки группы (г. Воронеж, улица Генерала Лизюкова) был установлен памятный знак — гранитный камень и мемориальная доска с надписью: «Здесь 2 августа 1930 года впервые в СССР был высажен воздушный десант в количестве двенадцати человек». 
В 2020 году Воздушно-десантным войскам России исполнилось 90 лет.

## Традиции и особенности празднования
День ВДВ, являющийся профессиональным праздником действующих и военнослужащих запаса Воздушно-десантных войск, традиционно отмечается по всей России, Белоруссии и другим странам СНГ.
Во время прохождения праздника во многих городах традиционно устраиваются показательные выступления воинов-десантников, концерты, благотворительные акции, народные гулянья, ярмарки народных промыслов и выставка-продажа сувенирной продукции.
Во время празднования дня ВДВ обычно происходит усиление сил МВД, так как в некоторых случаях празднование в разные годы сопровождалось драками, погромами и беспорядками, инициаторами которых чаще всего являлись сами десантники.
В некоторых российских городах в день ВДВ принято отключать фонтаны и отпускать всех сотрудников, ответственных за их работу, на выходной. Это делают для того, чтобы сократить ущерб от празднования.
В 2022 году в Москве праздничные гуляния по традиции прошли 2 августа в Центральном парке культуры и отдыха имени Максима Горького, где десантники в тельняшках и голубых беретах встретились с боевыми товарищами, вспомнили друзей, отдали дань памяти ветеранам и погибшим сослуживцам. В Екатеринбурге возложили цветы к мемориалу «Чёрный тюльпан», посмотрели показательные выступления спортсменов-парашютистов по военно-прикладным видам спорта на набережной Городского пруда. Во многих российских городах в день празднования были организованы чествования ветеранов ВДВ, выставки военной техники и концерты. В День ВДВ «Роспотребнадзор» выпустил для десантников специальную памятку с призывом об отказе от традиционного купания в фонтанах в связи с риском заражения различными инфекциями.

### Места встреч десантников и ветеранов ВДВ
- В Калининграде «крылатая пехота» традиционно собирается в парке «Юность» у памятника воинам-интернационалистам. Десантники вспоминают погибших товарищей и отдают дань уважения основателю ВДВ генералу армии и Герою Советского Союза Василию Филипповичу Маргелову[21].
- В Санкт-Петербурге традиционные места встреч: Крестовский остров, Дворцовая площадь[22].
- В Таганроге десантники встречаются у памятника Василию Маргелову[23].